# Dotanuki
Dotanuki (dōtanuki 同田貫 ou 胴田貫) é uma escola japonesa de ferreiros da província de Higo que produziu espadas na tradição Bizen durante o período feudal do Japão.

## História
Dotanuki era o apelido de Masakuni, um morador de Higo. Ele originalmente assinava suas lâminas como Nobuyoshi e se chamava Oyama Kozuke no Suke. Ele trabalhou no final do período de Koto e ganhou a reputação de confeccionar lâminas muito afiadas ganhando o posto de Wazamono.

## Uso na ficção
O protagonista do clássico manga e série de filmes Lobo Solitário, Ogami Ittō, afirmava usar uma dotanuki, porém a lâmina não parece ser uma lâmina de renome mas sim referir-se à escola histórica de ferreiros Dotanuki.